# Cerro Baúl
Cerro Baúl je stolová hora v Peru o nadmořské výšce 2585 metrů. Nachází se v regionu Moquegua, 11 kilometrů severovýchodně od města Moquegua. Vzhledem k tomu, že hora byla do roku 1000 posvátným místem Huarijské kultury, je archeologickou památkou. Na hoře se nacházejí rozsáhlé zbytky osídlení, které byly objeveny od 80. let dvacátého století archeology přírodopisného muzea v Chicagu .